# 清學
清學，又称朴学、汉古文学，一般指稱清代的儒家學術，也有指清代學術總稱的，是相对于宋学而言，代表人物有胡渭、阎若璩、毛奇龄、陈启源、万斯同、姚际恒、顾祖禹、俞樾等人，清學研究范围包括文字学、训诂学、校勘学、考據學。
清學名称最早来自《龚自珍全集·与江子屏笺》，清學健將江藩推崇黄宗羲与顾炎武，认为清代汉学“二君实启之”，“两家之学，皆深入宋儒之室”。钱穆認為清代汉学渊源于宋学。梁启超的《清代学术概论》裡说：“其全盛运动之代表人物，则惠栋、戴震、段玉裁、王念孙、王引之也，吾名之曰正统派。”

## 区分
清代学术，學者多称之汉学，以“汉学”指代明末清初依汉世儒林家法之说研治经学名物制度、小学训诂的考证学。惠栋一生治经以汉儒为宗，为汉学奠基者。惠栋的再传弟子江藩著《汉学师承记》，自居为汉学宗传，彰显汉学名号，影响深远。惠栋倡导“弃宋复汉”，在汉学与宋学之间划分了一条径渭分明的学术界线。惠栋指出，“宋儒经学不惟不及汉，且不及唐，以其臆说居多，而不好古也”，治经“则断推两汉”“宋儒不可以穷经”，以汉学方法作为治经的标准，经学研究中没有宋学存在的余地，把宋学从经学研究领域断然剔除，“汉学”专注整理古籍，遂成为考据之学的代名词。
这樣的说法不够准确。清代考据学不能简单地归之为“汉学”的复兴。戴震、段玉裁等諸家之學就不只是汉学。胡适在《清代学者的治学方法》中明确指出清代治学方法是先归纳后演绎。

## 學派
清學實際上又分有吳派、皖派以及揚州學派三派，“无吴、皖之专精，则清学不能盛，无扬州之通学，则清学不能大。”，吴派由惠栋所创，清儒任兆麟说：“吴中以经术教授世其家者，咸称惠氏。惠氏之学大都考据古注疏之说而疏通证明之，与六籍之载相切。传至定宇先生，则尤多著纂，卓卓成一家言，为海内谈经者所宗。”，梁启超说：“元和惠栋，世传经学，祖父周惕，父士奇，咸有著述，称儒宗焉。栋受家学，益弘其业。”。吳派人士多精於《周易》、《尚書》，著名吳派学者如沈彤、江声、余萧客、褚寅亮等，吳派最大的特色是在學術上徹底反對宋學。吴派又兼及考史，著名學者有王鸣盛和钱大昕。
皖派开创於江永、戴震，梁啟超稱“故苟無戴震，則清學能否卓然而樹立，蓋未可知也”，皖派稍晚於吳派，並不特別尊崇漢儒，“主張反覆求證，不主一家”。
揚州學派是集大成的學派。皮锡瑞曾概括清朝之漢學演變：“国朝经学凡三变。国初，汉学之萌芽，皆以宋学为根底，不分门户，各取所长，是为汉宋兼采之学。乾隆以后，许郑之学大明，治宋学者已尟，说经皆主实证，不空谈义理，是为专门汉学。嘉道以后，又由许郑之学，导源而上，易宗虞氏以求孟义；书宗伏生、欧阳、夏侯；诗宗鲁、齐、韩三家；春秋宗公、毂二传。汉十四博士今文说，自魏晋沦亡千余年，至今日而复明。实能述伏、董之遗文，寻武、宣之绝轨，是为西汉今文之学”。清學的代表作品是江藩的《汉学师承记》。